# Johnny Carey
Johnny Carey, właśc. John James Carey (ur. 23 lutego 1919 w Dublinie, zm. 22 sierpnia 1995 w Macclesfield) – irlandzki piłkarz występujący na pozycji obrońcy, reprezentant Irlandii (1937–1953) i Irlandii Północnej (1946–1949), trener piłkarski.

## Kariera klubowa
Piłkarską karierę rozpoczął w irlandzkim klubie St James’s Gate FC, skąd w listopadzie 1936 roku przeszedł do Manchester United za kwotę 250 funtów. Debiut w barwach Czerwonych Diabłów zanotował 23 września 1937 w meczu przeciwko Southampton. Podczas II wojny światowej służył w Armii Brytyjskiej w Północnej Afryce i we Włoszech, a także występował gościnnie w Evertonie, Liverpoolu, Manchesterze City, Cardiff City, Middlesbrough i Shamrock Rovers.
W 1948 jako kapitan poprowadził United do zwycięstwa w finale Pucharu Anglii, zaś rok później został wybrany Piłkarzem Roku w Anglii. W mistrzowskim sezonie 1951/52 wystąpił w 38 meczach i zdobył 3 bramki. Zawodniczą karierę zakończył w 1953. Łącznie, biorąc pod uwagę rozrywki ligowe i pucharowe, zagrał w United w 344 meczach i strzelił 17 goli.

## Kariera trenerska
W latach 1953–1971 prowadził Blackburn Rovers, reprezentację Irlandii, Everton FC, Leyton Orient FC, Nottingham Forest i ponownie Blackburn Rovers.

## Kariera reprezentacyjna
Carey w reprezentacji Irlandii zadebiutował 7 listopada 1937 w meczu przeciwko Norwegii. 21 września 1949 wystąpił w meczu na Goodison Park, w którym Irlandia pokonała Anglię 2:0. Był to pierwszy przypadek, kiedy zespół spoza Wielkiej Brytanii pokonał Synów Albionu na ich terenie. W kadrze Irlandii, której był kapitanem, wystąpił 29 razy i zdobył 3 bramki. Był również kapitanem reprezentacji Irlandii Północnej, w której zaliczył 7 występów.

## Sukcesy
Manchester United
- mistrzostwo Anglii: 1951/52
- Puchar Anglii: 1947/48